# Hrabstwo Republic

Piramida wieku hrabstwa

Hrabstwo Republic – hrabstwo położone w USA w stanie Kansas z siedzibą w mieście Belleville. Założone 27 lutego 1860 roku.

## Miasta
- Belleville
- Scandia
- Courtland
- Cuba
- Republic
- Munden
- Narka
- Agenda

## Sąsiednie Hrabstwa
- Hrabstwo Thayer
- Hrabstwo Jefferson
- Hrabstwo Washington
- Hrabstwo Cloud
- Hrabstwo Jewell
- Hrabstwo Nuckolls